# Thunberg-Berberitze

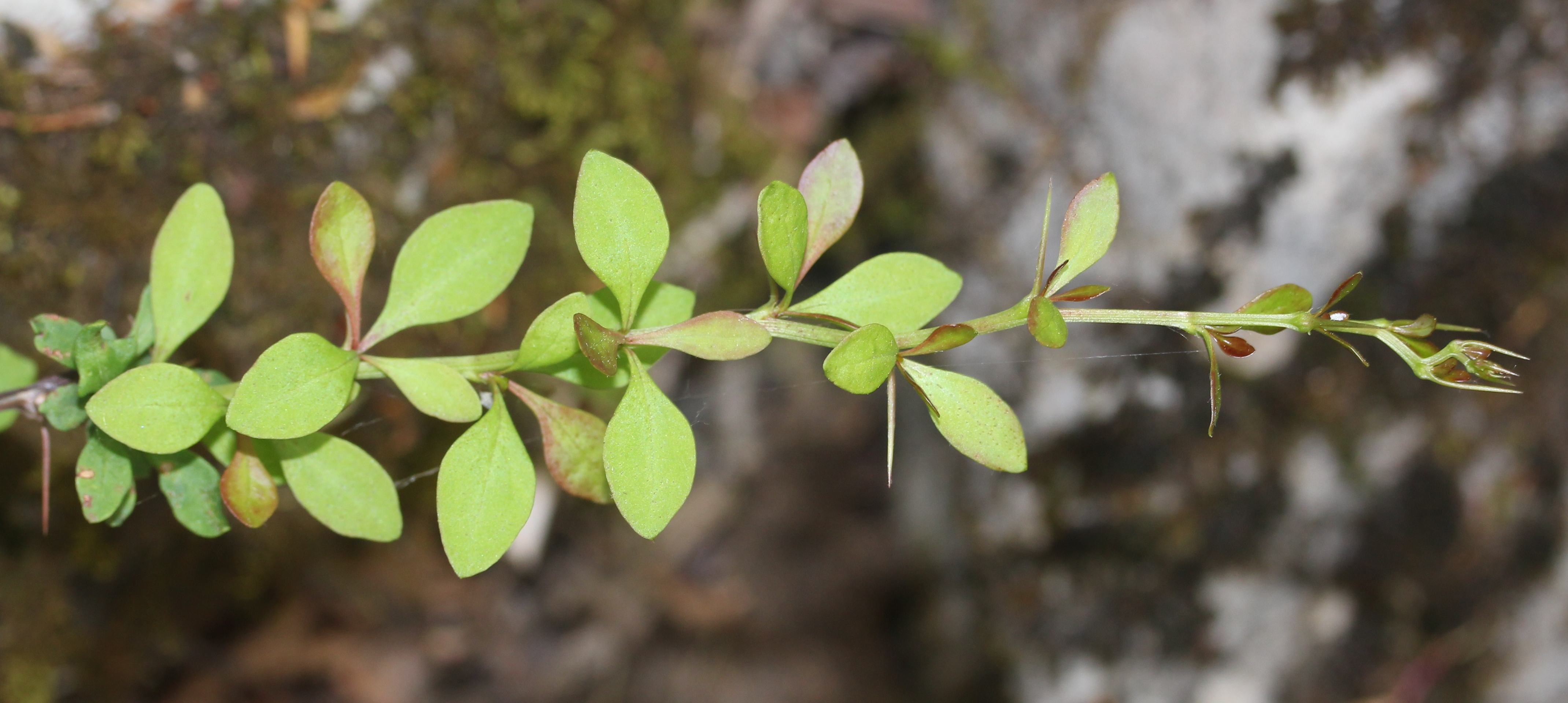
Blätter und Dornen

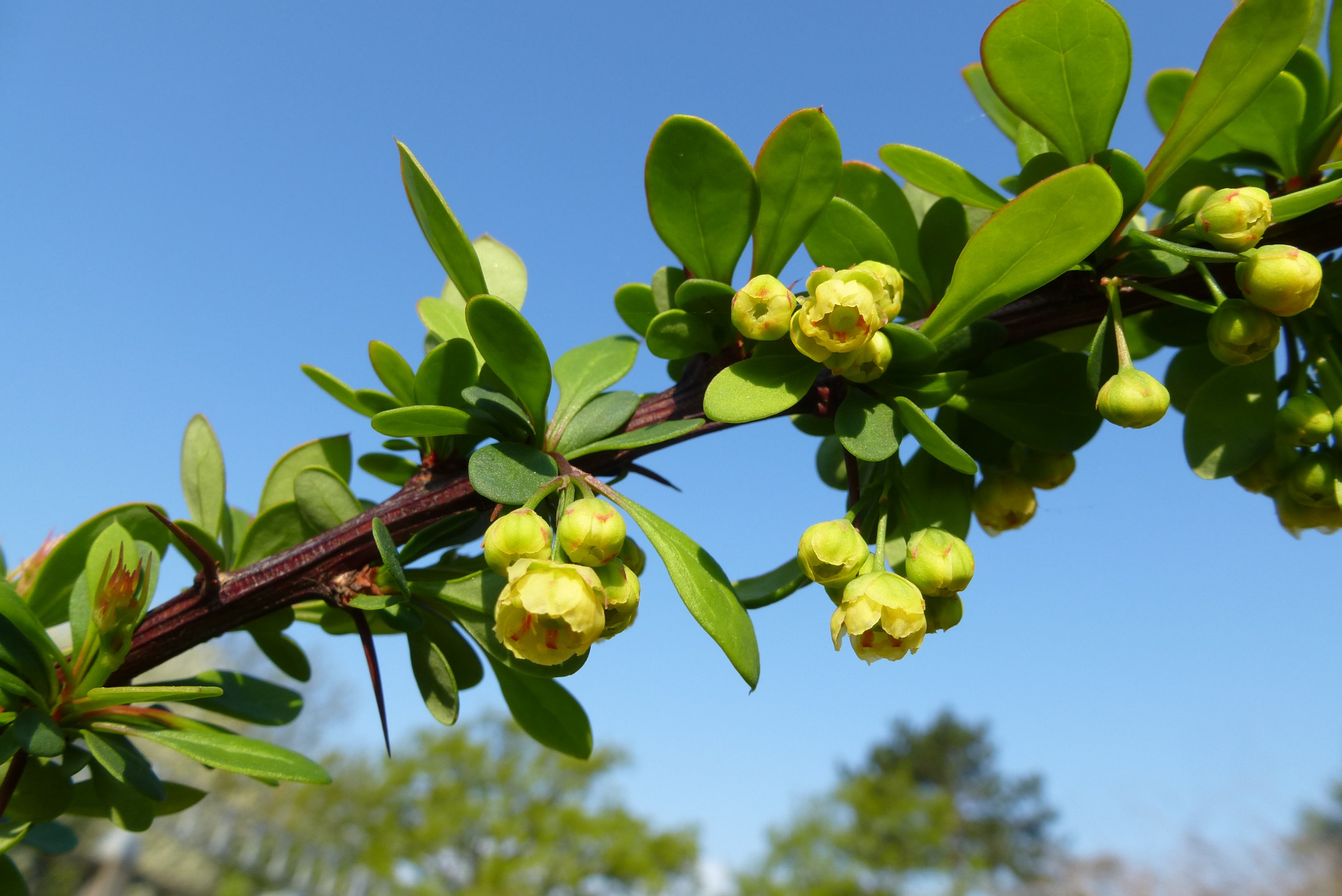
Blütenstand

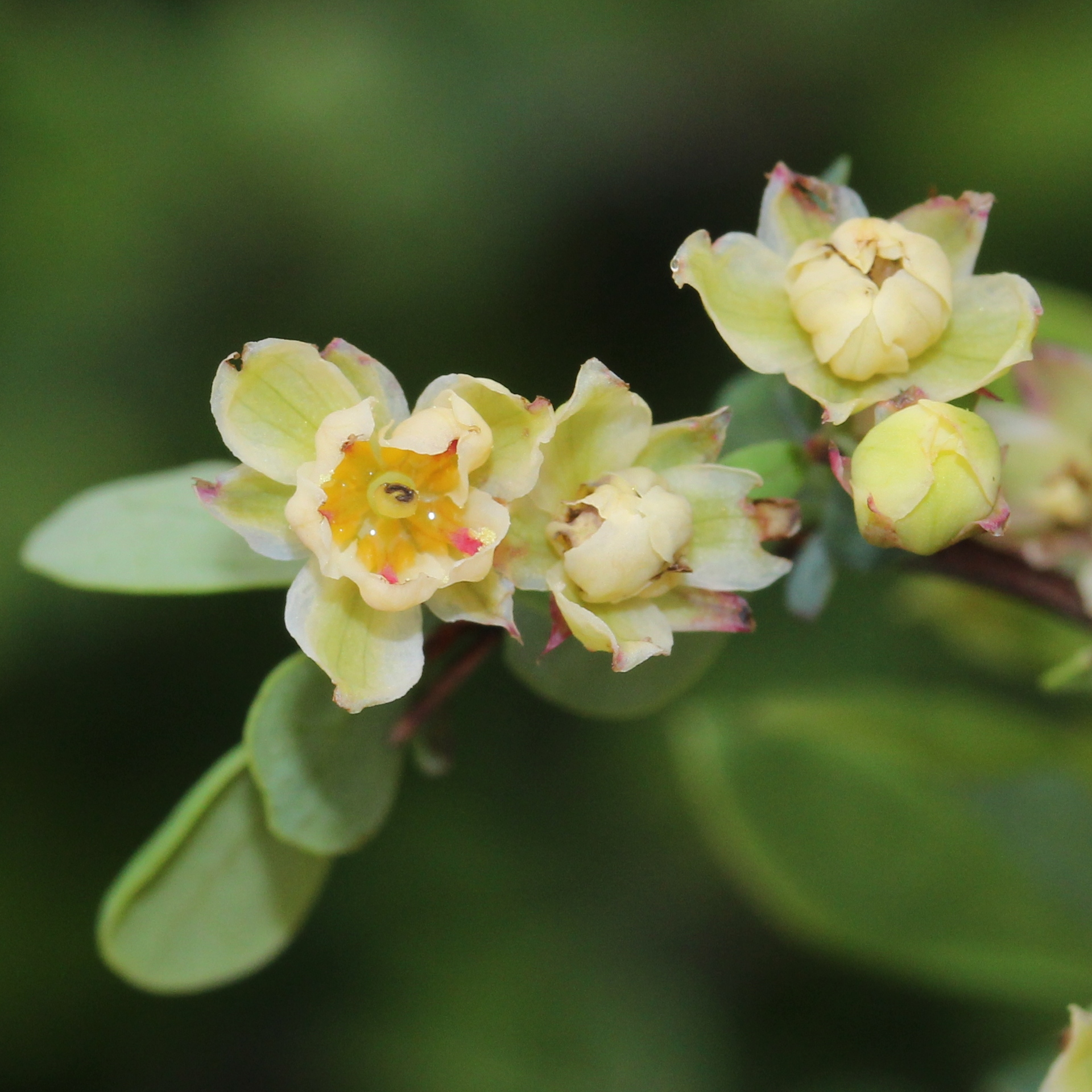
Blüten

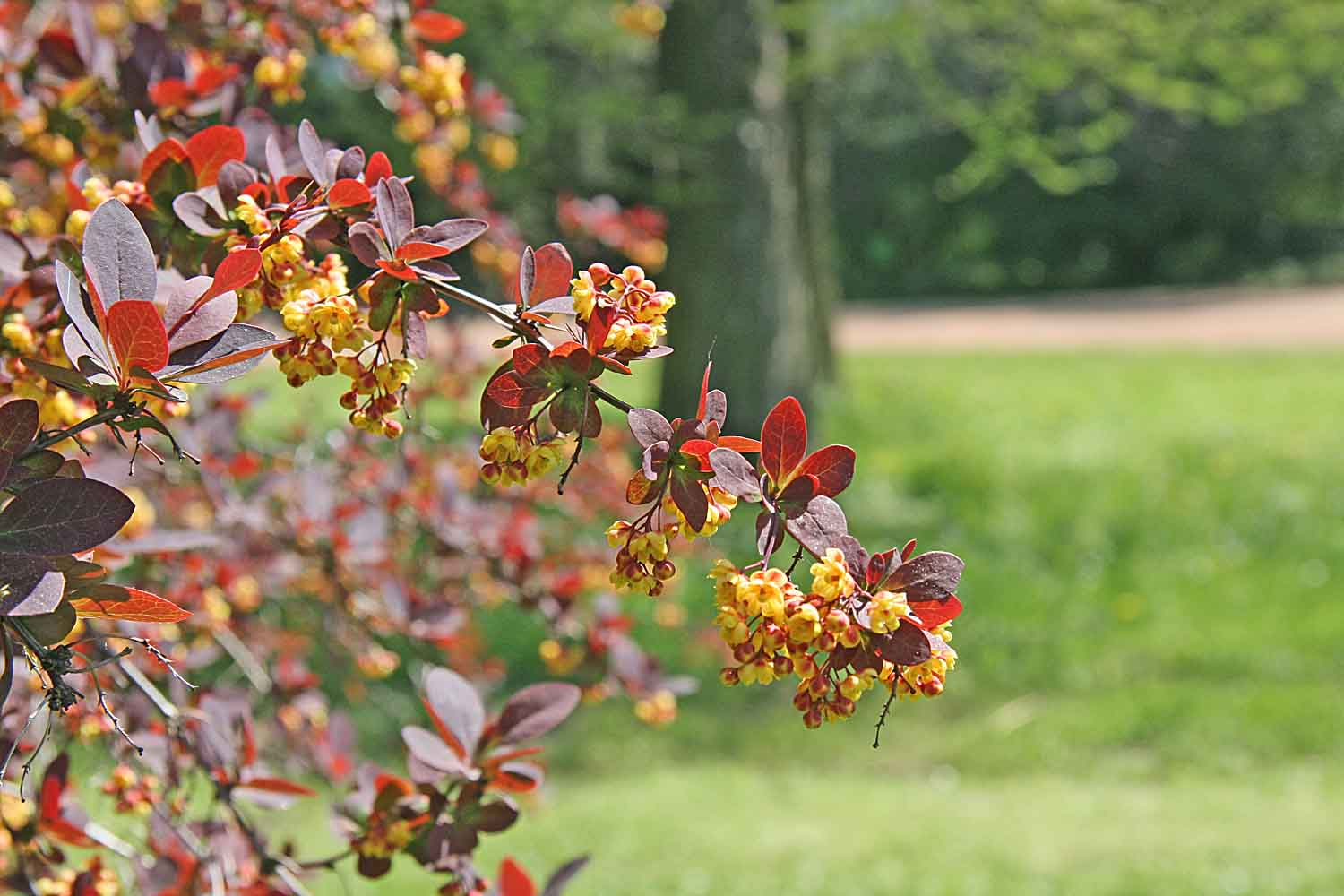
Berberis thunbergii 'Atropurpurea'
Blüten der dunkellaubigen Sorte

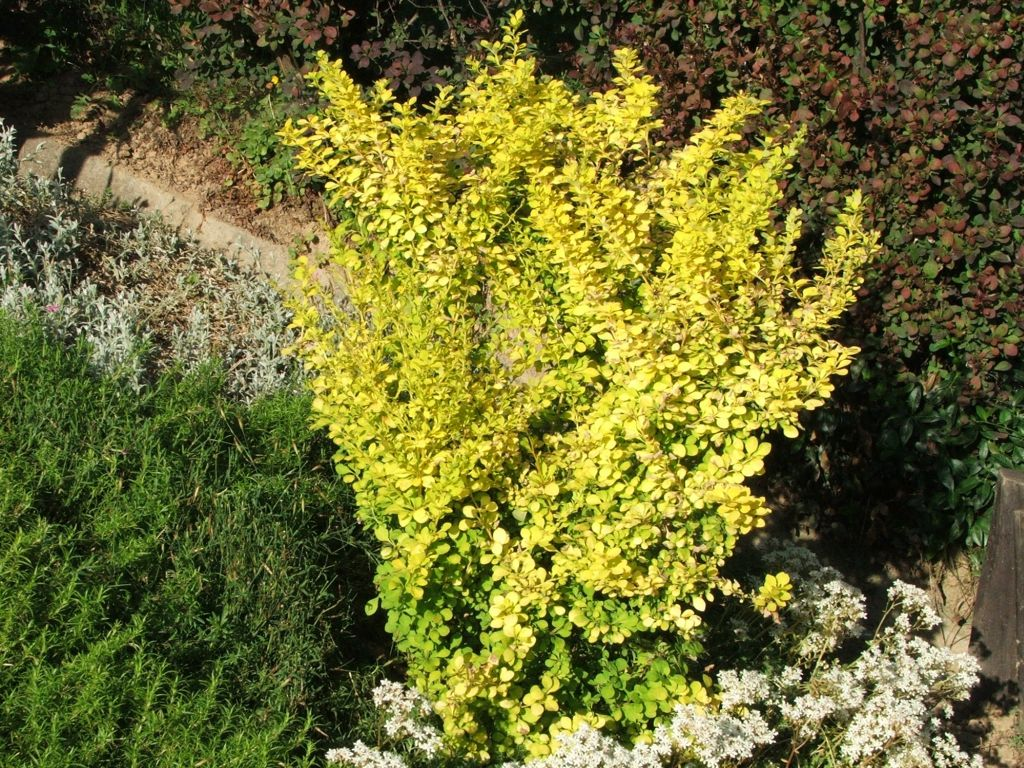
Berberis thunbergii 'Aurea'
Sorte mit gelben Blättern

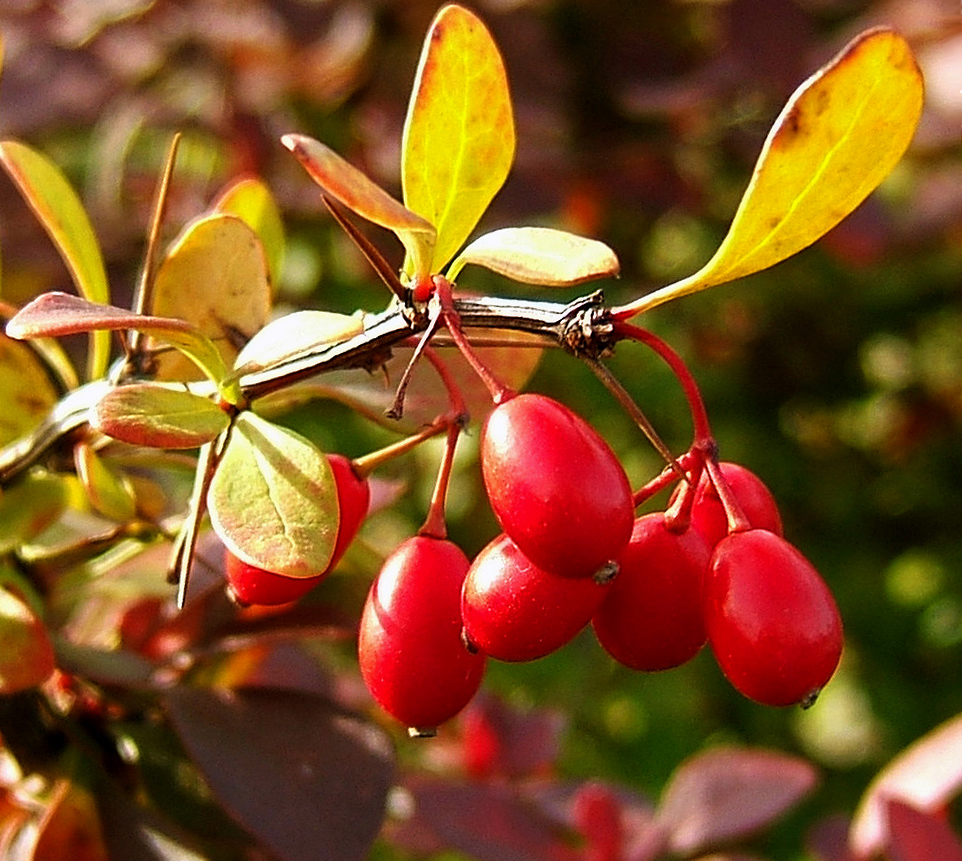
Berberis thunbergii
Beeren und Laub mit beginnender Herbstfärbung

Die Thunberg-Berberitze (Berberis thunbergii), auch Grüne Hecken-Berberitze genannt, ist eine Pflanzenart aus der Familie der Berberitzengewächse (Berberidaceae). Berberis thunbergii ist in Japan beheimatet und wurde im 18. Jahrhundert von dem Schweden Carl Peter Thunberg nach Europa gebracht. Nach der Flora of China kommt die Art ursprünglich nicht in China vor.

## Beschreibung
Der anspruchslose sommergrüne (laubabwerfende) Strauch kann eine Wuchshöhe von bis zu 2 Metern erreichen. Er wächst straff aufrecht und ist dicht verzweigt und bedornt. 
Die unterseits hellgrünen und kurz gestielten, abgerundeten bis stumpfen, manchmal stachelspitzigen, ledrigen, kahlen Laubblätter sind verkehrt-eiförmig, spatelförmig, ganzrandig und etwa 1 bis 3 cm lang. Ihre Herbstfärbung reicht von leuchtend orange bis hin zu karminrot. Die Blattdornen sind meist einfach und 5 bis 15 mm lang.
Die kleinen, gelben Blüten erscheinen bis zu fünft gebüschelt. Die Thunberg-Berberitze blüht von April bis Mai. Die gestielten, zwittrigen und dreizähligen Blüten sind zwittrig mit doppelter Blütenhülle. Die 6 Kelchblätter in zwei Kreisen sind gelb-grün bis leicht rötlich, die inneren 3 sind größer und bis 5 Millimeter lang. Die 6 Kronblätter in zwei Kreisen, mit zwei Nektarien an der Basis, sind bis 6 Millimeter lang und aufrecht. Es sind 6 kurze Staubblätter und ein oberständiger, länglicher Fruchtknoten mit großer, (fast) sitzender Narbe vorhanden. Die Staubfäden sind berührungsempfindlich, wie diejenigen der Gewöhnlichen Berberitze.
Im Herbst erscheinen die ellipsoiden bis verkehrt-eiförmigen, roten, bis 8 Millimeter langen, ein- bis zweisamigen, glatten, glänzenden Beeren.
Die Chromosomenzahl beträgt 2n = 28.

## Vermehrung
Berberis thunbergii kann sowohl generativ als auch vegetativ vermehrt werden. 
Die Samen werden sofort nach der Ernte ausgesät oder stratifiziert und im Frühjahr ausgebracht. 
Die vegetative Vermehrung erfolgt im Dezember bis März durch verholzte oder halbverholzte Stecklinge von etwa 12 cm Länge. Die kürzeren Dornen werden entfernt und das Holz in ein leichtes Substrat gesteckt, das nie austrocknen darf.

## Krankheiten und Schädlinge
Berberis thunbergii kann gelegentlich von Blattläusen oder Echtem Mehltau befallen werden. Im Gegensatz zu Berberis vulgaris ist sie kein Zwischenwirt des Getreiderostpilzes.

## Giftstoffe, Wirkung, Symptome
Wie alle Berberitzenarten enthalten auch die Thunberg-Berberitzen vorwiegend in Blättern, Rinde und Wurzeln das Alkaloid Berberin. Die Aufnahme kann von Magenbeschwerden, Erbrechen, Durchfall, Benommenheit, Atemnot, Krampfanfällen bis hin zur Nierenentzündung führen. 

## Verwendung
Ihre Blüten, die unterschiedlichen Blattfärbungen und die im Herbst erscheinenden Beeren führen zur Verwendung der vielen Sorten der Thunberg-Berberitze als Ziersträucher in Garten und Parks. 
Sie dienen auch als Bienenweide.

## Sorten und Hybriden
- Berberis thunbergii 'Atropurpurea' (Blut-Berberitze), seit 1913 in Kultur. Mittelhoher, dicht verzweigter, straff aufrechter Strauch. Höhe 2 - 3 m, Breite 2 – 3 m. Blattfarbe, rot bis purpurrot, während des Austriebs intensivste Färbung. Herbstfärbung rotkarmin.

- Berberis thunbergii 'Atropurpurea Nana' (Kleine Blut-Berberitze), 1942 in den Niederlanden entstanden
- Berberis thunbergii 'Aurea', seit 1950 kultiviert
- Berberis thunbergii 'Bagatelle' (Kreuzung aus Berberis thunbergii 'Kobold' und Berberis thunbergii 'Atropurpurea Nana'), seit 1971
- Berberis thunbergii 'Crimson Pygmy' Synonym für Berberis thunbergii 'Atropurpurea Nana'
- Berberis thunbergii 'Dart's Red Lady'
- Berberis thunbergii 'Erecta'
- Berberis thunbergii 'Little Favorite' Synonym für Berberis thunbergii 'Atropurpurea Nana'
- Berberis thunbergii 'Golden Ring', seit 1950
- Berberis thunbergii 'Green Carpet'
- Berberis thunbergii 'Harlequin', seit 1969
- Berberis thunbergii 'Helmond Pillar'
- Berberis thunbergii 'Keller's Surprise'
- Berberis thunbergii 'Kelleriis', aus Dänemark
- Berberis thunbergii 'Kobold', 1950 in den Niederlanden gezüchtet
- Berberis thunbergii 'Pink Queen', vor 1958 in den Niederlanden gezüchtet
- Berberis thunbergii 'Red Chief', 1942, Niederlande
- Berberis thunbergii 'Red Pillar'
- Berberis thunbergii 'Rose Glow', 1957 in den Niederlanden gezüchtet
- Berberis thunbergii 'Silver Beauty'
- Berberis thunbergii var. maximowiczii

Die Hybride zwischen Berberis thunbergii und Berberis vulgaris wird als Berberis ×ottawensis, die Hybride zwischen Berberis thunbergii und Berberis julianae als Berberis ×mentorensis bezeichnet.

## Ähnlichkeit mitBerberis vulgaris
Die beiden Pflanzenarten unterscheiden sich im Wesentlichen darin, dass Berberis thunbergii kleinere rundere Blätter besitzt und Berberis vulgaris größere gesägte Blätter hat.